# Kanton Capesterre-de-Marie-Galante
Kanton Capesterre-de-Marie-Galante was een kanton van het Franse departement Guadeloupe. Kanton Capesterre-de-Marie-Galante maakt deel uit van het arrondissement Pointe-à-Pitre en telde 3 563 inwoners (Recensement 1999).
In 2015 werden de kantons Capesterre-de-Marie-Galante, Grand-Bourg, en Saint-Louis samengevoegd tot Kanton Marie-Galante.

## Gemeenten
Het kanton Capesterre-de-Marie-Galante omvatte de volgende gemeente:
- Capesterre-de-Marie-Galante : 3.563 inwoners